# La Patrouille de l'espace (film)
Pour l’article homonyme, voir La Patrouille de l'espace.
La Patrouille de l'espace (Rocket Squad) est un cartoon réalisé par Chuck Jones et sorti en 1956, qui met en scène Daffy Duck et Porky Pig.